# أمن اقتصادي
الأمن الاقتصادي أو الأمن المالي هو شرط الحصول على دخل ثابت أو موارد أخرى لدعم مستوى المعيشة الآن وفي المستقبل المنظور. ويشمل:
- استمرار الملاءة المالية المحتملة
- القدرة على التنبؤ بالتدفق النقدي المستقبلي لشخص أو كيان اقتصادي آخر، مثل الدولة
- الأمان المهني أو الأمان الوظيفي

وبدون هذا الأمن، قد يواجه الناس عكس ذلك: انعدام الأمن الاقتصادي وما ينتج عنه من قلق اقتصادي.
يشير الأمن المالي في كثير من الأحيان إلى إدارة الأموال والمدخرات الفردية والعائلية. يميل الأمن الاقتصادي إلى تضمين التأثير الأوسع لمستويات إنتاج المجتمع والدعم النقدي للمواطنين غير العاملين.